# 烏斯特烏斯特人
烏斯特烏斯特人（英語：Worcester Worcesters）是一支19世紀的美國職棒球隊。它只在國家聯盟出賽了兩個球季。跟許多報導相反的是，這支球隊並沒有其他暱稱，只有使用「烏斯特人」這個名字出賽。現今沒有任何證據可以證明它們也叫做「紅腿」（Ruby Legs）隊或「棕長襪」（Brown Stockings）隊。

## 歷史
球隊的主場在烏斯特農產品市集（Worcester Agricultural Fairgrounds），大約位於麻薩諸塞州烏斯特西佛街與高地街的交叉口。這個地方現在變成了貝克學院（Becker College）。
在1880年6月12日的時候，投手李·瑞奇蒙投出了美國職棒歷史上第一場完全比賽，對手是克里夫蘭藍。同年的8月20日，這支球隊再度創造了歷史，成為第一支在主場無安打敗戰的球隊，比數是1比0，對手是水牛城野牛，由普德·蓋爾文主投。（參見[2]）
在1882年，球隊因為觀眾人數太少而被逐出聯盟。他們的位置被費城信徒隊所取代，不過兩者之間並沒有直接的關聯。

## 著名球員
- 利普·派克：大聯盟四屆全壘打王。
- 李·瑞奇蒙（英语：Lee Richmond）：大聯盟第一位投出完全比賽的投手。

## 名人堂球員
| 烏斯特烏斯特人名人堂球員 | 烏斯特烏斯特人名人堂球員 | 烏斯特烏斯特人名人堂球員 | 烏斯特烏斯特人名人堂球員 |
| 球員名字                 | 守備位置                 | 效力期間                 | 入選年度                 |
| ------------------------ | ------------------------ | ------------------------ | ------------------------ |
| 約翰·克拉克森            | P                        | 1882年                   | 1963年                   |